# Marc Ogeret
Marc Ogeret, né le 27 février 1932 à Paris 6e et mort le 4 juin 2018 à Semur-en-Auxois, est un chanteur français.
Il est connu pour ses interprétations de chansons liées aux mouvements ouvriers, révolutionnaires et anarchistes.

## Biographie

### Origines
Marc Ogeret naît le 27 février 1932 rue de l'Abbé-Grégoire, dans le 6e arrondissement de Paris. D'extraction modeste, sa mère est couturière et son père employé au service de santé du ministère de la Guerre.

### Carrière
Marc Ogeret commence à chanter des chansons de Félix Leclerc et de Léo Ferré aux terrasses des cafés vers 1954.
Pierre Prévert (le frère du poète Jacques Prévert), un temps directeur artistique du cabaret rive gauche La Fontaine des Quatre-Saisons à Paris, le remarque et lui donne sa chance. Ogeret commence à faire les cabarets, Chez Bernadette, au 16 rue des Bernardins, Chez Agnès Capri, rue Molière, puis La Colombe de Michel Valette, sur l'île de la Cité.
Il reçoit le prix de l'Académie Charles-Cros en 1962 et le prix de l'Académie de la chanson en 1963 et, en 1964, il passe en première partie de Georges Brassens à Bobino.
En 1967, il est vedette d'un spectacle consacré à Aragon et enregistre l'album Marc Ogeret chante Aragon, son disque le plus vendu.
En 1968, prémices aux événements de Mai 1968, il enregistre deux disques de chants révolutionnaires : Autour de la Commune et Chansons « contre ». La sortie, prévue pour avril 1968, est reportée de deux ans. Il enregistre ensuite des chansons de marins, puis monte avec la compositrice Hélène Martin un spectacle autour du poème Le Condamné à mort, de Jean Genet.
Entre novembre 1977 et juin 1978, il enregistre 60 chansons et monologues réunis dans un coffret de quatre albums consacré à Aristide Bruant.
Il continue sa carrière tout en faisant des tournées dans le monde entier (Belgique, Canada et Égypte entre autres). Il enregistre des chants de résistance, des chansons de Jean Vasca, de nouvelles chansons sur des poèmes d'Aragon (Second intermède), des chansons de Léo Ferré (De grogne et de velours, 1999).
Engagé également en dehors du monde musical, Marc Ogeret était militant au Syndicat français des artistes-interprètes (SFA), habitué des programmations musicales de Radio Libertaire, et « grand admirateur de la Commune de Paris ».
En 2009 et en 2010, sa chanson La Liberté des nègres (écrite à l'origine par le chevalier Pierre-Antoine-Augustin de Piis) est au programme de l'épreuve de musique du baccalauréat.

### Mort
Marc Ogeret meurt à l'âge de 86 ans le 4 juin 2018 à l'hôpital de Semur-en-Auxois, hôpital dans lequel il était depuis plusieurs jours. Incinéré, il est inhumé avec un œillet de couleur rouge, symbole du mouvement ouvrier, dans le caveau familial au cimetière de Reventin-Vaugris (Isère).

## Récompenses et distinctions

### Prix
- Prix de l'Académie Charles-Cros (1962)

### Décoration
- Chevalier de l'ordre des Arts et des Lettres (1983)[2],[6].

## Discographie

### Albums studio
- 1962 : Les Mains d'Elsa (Productions Pacific)
  1. Les Mains d’Elsa (Louis Aragon - Francis Livon)
  2. J’entends, j’entends (Louis Aragon - Jean Ferrat)
  3. Est-ce ainsi que les hommes vivent ? (Louis Aragon - Léo Ferré)
  4. La belle qui rêvait (Pierre Seghers - Philippe-Gérard)
  5. Merde à Vauban (Pierre Seghers - Léo Ferré)
  6. Les Gisants (Pierre Seghers - Daniel Houtin)
  7. Les Beaux Amoureux (Pierre Seghers - Yani Spanos)
  8. L’Amour amour (Pierre Seghers - Jeanine Bertille)
  9. Fraternité (André Salmon - Charles Aznavour)
  10. Robe longue (Hervé Watine)
- 1967 : Marc Ogeret chante AragonGrand prix de l'Académie du Disque Français. Jamais réédité. Réinterprétation des titres avec ajouts en CD en 1986.
- 1968 : Autour de la Commune (Vogue)
  1. Chant des ouvriers (1846)
  2. Le Temps des cerises (1866)
  3. La Canaille (1871)
  4. La Semaine sanglante (1871)
  5. La Ligue anti-prussienne (1873)
  6. Le Violon brisé (1875)
  7. Les Canons (1874)
  8. La Fiancée alsacienne (1874)
  9. Drapeau rouge (1877)
  10. Elle n'est pas morte (1886)
  11. L'Internationale (1871-1888)
- 1968 : Chansons « contre » (Vogue)Prix de l'Académie Charles Cros. Réédition augmentée sur support CD en 1988.
  1. L'Expulsion (Mac Nab, Camille Baron)
  2. Plus de patron (Aristide Bruant)
  3. Les Conscrits insoumis (traditionnel)
  4. Le Déserteur (folklore)
  5. Faut plus de gouvernement (traditionnel)
  6. Le Triomphe de l'anarchie (Charles d'Avray)
  7. Le Metingue du Métropolitain (Mac Nab, Camille Baron)
  8. Le Matin du grand soir (Bertal-Maubon, Spencer)
  9. Ils ont les mains blanches (Montéhus, Chantegrelet)
  10. Gloire au 17e (Montéhus, Chantegrelet)
  11. Au lieu d'acheter tant d'aéros (Montéhus, Saint-Gilles)
  12. La Marseillaise anti-cléricale (Léo Taxi, Rouget de l'Isle)
- 1970 : Chansons de la marine en bois (Vogue, SLVLX45)
- 1970 : Chansons salées de la marine (Vogue, SLD735)
- 1970 : Le condamné à mort, poème de Jean Genet, musique de Hélène Martin (Cavalier LM940)
- 1972 : Rencontres (Vogue, SLD839)
- 1973 : Chansons de révolte et d'espoir (Vogue)
  1. La Carmagnole
  2. J'avions reçu commandement
  3. Les Canuts
  4. La Butte rouge
  5. La Chanson de Craonne
  6. Le Chant des jeunes gardes
  7. Le Chant des partisans
  8. Trois jeunes filles
  9. Chante une femme
  10. Marie-ma-blonde
  11. Burgos
  12. Un jour, un jour
- 1996 : Chants de marins (Believe / EPM)
  1. Valparaiso
  2. Sur le pont d'morlaix 
  3. Les trois marins de groix
  4. La danae
  5. La complainte des Terre-Neuvas 
  6. La margot
  7. Hourra les filles à cinq deniers
  8. Chantons pour passer le temps
  9. Le 31 du mois d'août
  10. Jean-François de Nantes
  11. Le corsaire
  12. le retour du marin
  13. les filles de la Rochelle
  14. La courte paille
  15. Les filles de lorient
  16. la boiteuse
  17. Adieux cher camarade
- 1974 : Ogeret chante Aragon (Vogue, 400675). Album double dont l'Académie Du Disque Français a attribué le Grand prix du disque pour la catégorie "lettres françaises". Réédité en 1986 en CD avec suppression de quelques titres.
- 1976 : Imagine (Vogue, LDA2023)
- 1978 : La mer (Vogue, LDSE55)
- 1978 : Ogeret chante Bruant (Vogue, LDA20322) - 14 titres - Nouveau prix Académie Charles Cros
- 1978 : Marc Ogeret chante Bruant, 60 chansons et monologues (coffret 4 LP avec livret 24 pages - Vogue 405 CVA 401 ABCD) (réédition en 2005 en 2 CD : Bruant, Chansons et monologues. Volume 1 et Volume 2 - Vogue Sony BMG)
- 1979 : En toi (Vogue, VG407)
- 1980 : Chansons « contre » (suite) (Vogue, VG408574)
- 1981 : Vivre (Vogue, 101634)
- 1984 : Le Condamné à mort (poème de Jean Genet, musique de Hélène Martin), nouvel enregistrement, Vogue, VG 409 540068)
- 1986 : Berger de paroles (Granit)
- 1987 : Nous ferons se lever le jour, poèmes et chansons de Paul Vaillant Couturier, disque 33 tours Réveil des combattants RC 001
- 1988 : Chante la Révolution, double album 30 cm, Socadisc Sc 370 (CD Socadisc, 1997).
- 1988-1989 : Spectacle Témoignage sur la période 1940-1945 et sortie du disque Chante la résistance, 1990 pour le CD.
- 1990 : Ogeret chante Jean Vasca (Le Petit Véhicule)
- 1992 : Chante Aragon (Second Intermède) (EPM)
- 1996 : Chants de marins (EPM)
- 1999 : Ogeret chante Léo Ferré, de grogne et de velours (EPM)
- 2018 : Marc Ogeret chante les poètes (3 CD EPM, compilation)

### Super 45 tours
- 1958 : Interprète Aristide Bruant 1, 45 tours (GEM/EGEX 4531)
- 1958 : Interprète les ballades d'autrefois 1, 45 tours (GEM/EGEX 4532)
- 1958 : Interprète les succès de Guy Béart 1, 45 tours (GEM/EGEX 4541)
- 1958 : Interprète les succès de Guy Béart 2, 45 tours (GEM/EGEX 4542)
- 1958 : Interprète les succès de Léo Ferré, 45 tours (GEM/EGEX 4543)
- 1958 : Interprète Aristide Bruant 2, 45 tours (GEM/EGEX 4544)
- 1958 : Interprète les ballades d'autrefois 2, 45 tours, GEM/EGEX 4545
- 1961 : Noël (Luc Bérimont / Léo Ferré) (Orphée)
- 1962 : Merde à Vauban (Pierre Seghers / Léo Ferré), 45 tours, Orphée
  - Chante Pierre Seghers, 45 tours, Orphée.
  - Protestation, 45 tours, Vogue, EPL8513

L'Institut d'Histoire ouvrière économique et sociale (IHOES), centre d'archives belge basé à Liège possède, dans ses collections, un 45 tours de Marc Ogeret relatif à L'Internationale.